# 애틀랜타 레전즈
| 애틀랜타 레전즈 |                          |
| 컨퍼런스        | 동부 컨퍼런스            |
| 설립연도        | 2018년                   |
| 해체연도        | 2019년                   |
| 역사            | 애틀랜타 레전즈 (2019년) |
| 경기장          | 조지아 스테이트 스타디움 |
| 연고지          | 조지아주 애틀랜타        |
| 상징색          | 보라, 골드, 흰색         |
| 단장            | 빌리 데브니              |
| 감독            | 케빈 코일                |
| 리그 우승       |                          |
| 컨퍼런스 우승   |                          |

애틀랜타 레전즈(Atlanta Legends)는 미국 조지아주 애틀랜타를 연고지로 하는 2019년 AAF 동부 컨퍼런스 소속되었던 미식축구 팀이다. 홈 경기장은 조지아 스테이트 스타디움이다.